# U-70 (Kriegsmarine)
U-70 je bila nemška vojaška podmornica Kriegsmarine, ki je bila dejavna med drugo svetovno vojno.

## Tehnični podatki
{{subst:Tip-}}